# Fulvio Pelli
Fulvio Pelli (Lugano, 26 gennaio 1951) è un avvocato, notaio e politico svizzero.

## Biografia
Fulvio Pelli nasce il 26 gennaio 1951 a Lugano da una famiglia originaria di Aranno, nella città luganese frequenta le scuole dell'obbligo e il Liceo. Negli anni successivi studia diritto all'Università di Berna e all'Università di Zurigo, dove ottiene la licenza nel 1974 e il dottorato nel 1977. Nello stesso anno ottiene anche i brevetti da avvocato e da notaio. Diventa poi sostituto procuratore pubblico sottocenerino specializzandosi così in diritto penale. Nel 1981 entra nello studio legale del padre. Nel 1980 entra in politica, con l'elezione nel consiglio comunale di Lugano, poi nel 1983 è eletto nel Gran Consiglio del Canton Ticino e nel 1995 nel Parlamento svizzero. Nel 2005 viene eletto presidente del Partito Liberale Radicale. Negli anni novanta riduce la sua attività da penalista per dedicarsi alla carriera politica. Ha svolto e sta svolgendo importanti ruoli in varie aziende nazionali e cantonali, presiedendo in particolare per 13 anni la Banca dello Stato del Canton Ticino.

## Vita privata
Fulvio Pelli è sposato con Claudia e ha tre figlie: Stefania, Giorgia e Olivia.
La sua famiglia annovera alcuni politici e alcuni suoi antenati hanno avuto vite alquanto interessanti: il primo degli antenati conosciuti, Domenico Pelli, fu nel settecento architetto militare del Re di Danimarca e costruì in Nord Europa, con l'aiuto del fratello Marcantonio, diverse strutture militari difensive, quali fortificazione o cittadelle. Altri due antenati dell'Ottocento di nome Cipriano e Vittore furono scenografi e pittori ed ebbero una vita molto movimentata, spingendosi fino al Mar Nero, per la loro professione.
Fra i parenti più recenti vi sono tre politici da cui Pelli stesso dice di aver tratto valori e insegnamenti morali e pratici per la sua attività politica. Il padre Ferruccio (1916-1995) entrò nel municipio di Lugano quando il figlio aveva solo quattro anni e fu in Gran Consiglio per due quadrienni. La carica forse più importante della sua carriera fu forse quella di sindaco di Lugano, carica che ricoprì dal 1968 al 1984. La nonna materna Elsa Franconi-Poretti (1895-1995), fu come il padre in Gran Consiglio e il suocero Enrico Uehlinger (1918-1979) fu sindaco di Minusio. Importanti insegnamenti gli vennero anche dal nonno materno Giuseppe Franconi (1901-1968), eclettico architetto formatosi a Torino e attivo a Parigi per un trentennio.